# オーク・ノール・ワイナリー
オーク・ノール・ワイナリー（英: Oak Knoll Winery）は、アメリカ合衆国オレゴン州ヒルズボロ近郊のトゥアラティン渓谷にある株式非公開のワイナリー。1970年に設立されたワシントン郡最大のワイナリーで、ピノ・ノワール、ピノ・グリ、シャルドネなどを生産している。
多くの種類のワインを醸造しているが、これは自身の葡萄園を所有しないオーク・ノール・ワイナリーの特殊な性格によるものである。オーク・ノール・ワイナリーは他の葡萄栽培農家から葡萄を購入している。

## 歴史
1970年、Ron Vuylsteke と Marjorie Vuylsteke は、ヒルズボロ南方の当時は酪農場だった土地にワイナリーを設立した。オーク・ノールはワシントン郡で最初のワイナリーとなった。初期の頃は、発酵過程におけるワインの貯蔵に中古のコカコーラのドラム缶が用いられた。設立年である1970年には4000ガロンの果実酒が生産され、1973年にはピノ・ノワールの生産が開始された。その後、1975年にはシャルドネとリースリング、1990年にはピノ・グリの生産が開始された。
またオーク・ノールはワシントン郡で最初にテイスティング・ルームを設けたワイナリーである。オーク・ノールは1986年までには売上量においてオレゴン州内第2位の規模を誇るワイナリーだったが、1988年までに第3位に転落している。1986年、ワシントンポスト紙は「アメリカ合衆国内で最良のピノ・ノワール」の一つにオーク・ノールのピノ・ノワールを挙げた。長年に渡り、オーク・ノールはローガンベリーを用いたワインなど、他では見られないようなユニークなワインを生産し続けている。1998年、ラズベリーから作られた「オーク・ノール・フランブロシア」が世界最高のデザート・ワインと言及された。設立者である Ron と Marjorie は2005年にワイナリーの一部を息子のTom VuylstekeとJohn Vuylstekeに売り渡した。2006年、オーク・ノールは年間30,000ケースを生産するワシントン郡最大のワイナリーとなった。

### 栄誉
- オーク・ノールのワインはホワイトハウスで用いられている。[10]
- 1989年のオレゴン州博覧会
2つの金賞、4つの銅賞を受賞。[11]
- 1990年のパシフィック・ノースウェスト・ワイン・アンド・フード・フェスティバル
1988年産シャルドネで銀賞を受賞。[12]
- 1991年のサンディエゴ・ナショナル・ワイン・コンペティション
1988年産ピノ・ノワールで金賞を受賞。[13]
- 1988年のオレゴン州博覧会
1つの銀賞、2つの銅賞を受賞。[14]
- 2003年のパシフィック・コースト・オイスター・ワイン・コンペティション
2001年産ピノ・グリで第9位を受賞。[15]
- 2006年のザ・ダルズ・モーニング・ニュース・ワイン・コンペティション
2つの銅賞[16]
- 2007年のパシフィック・リム・ワイン・コンペティション
ナイアガラ・グレープ・ワインで、白ワイン部門を制覇。[17]

## ビジネス

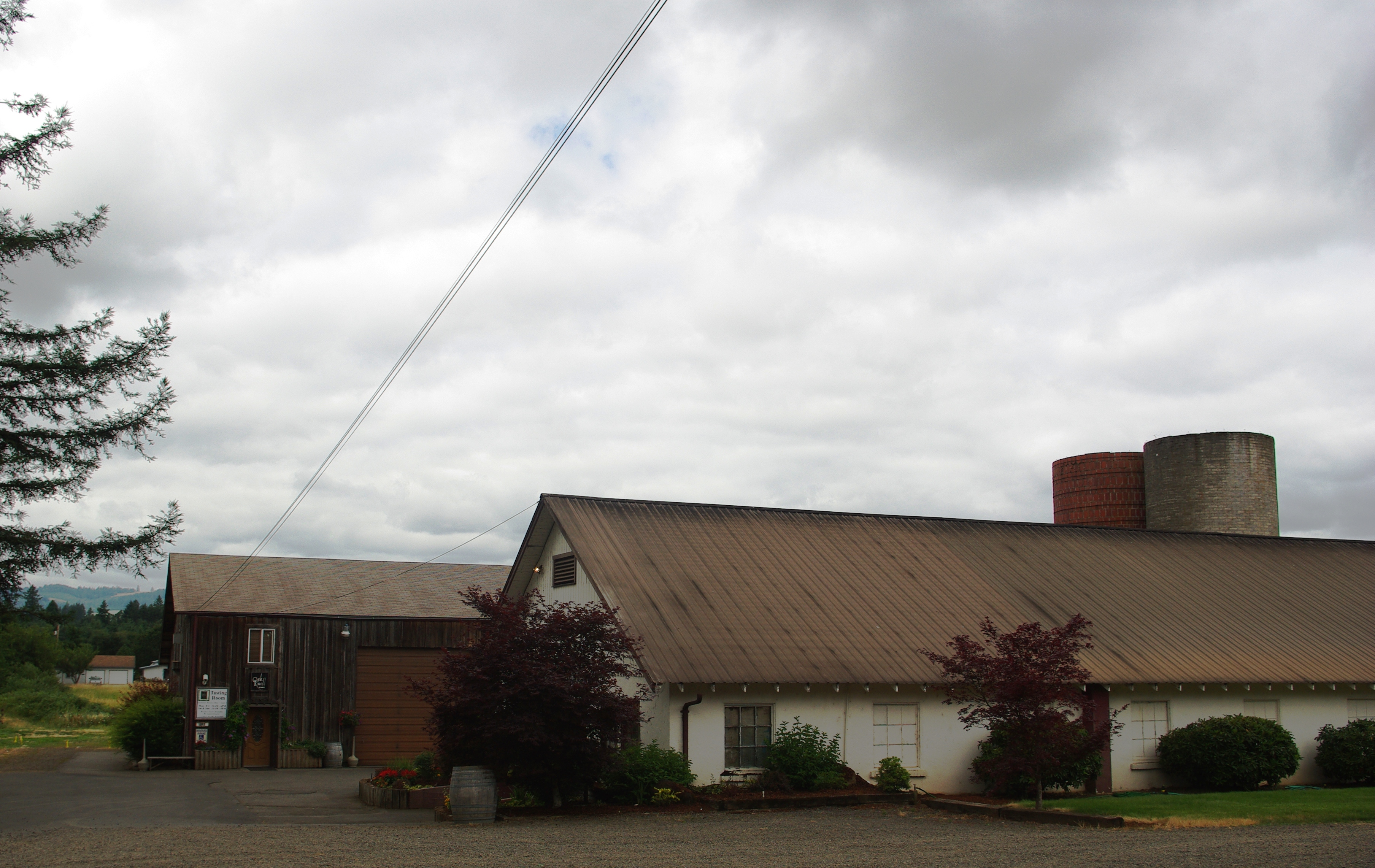
ワイナリーとテイスティング・ルーム

オーク・ノールはウィラメット・ヴァレーAVA（アメリカ葡萄栽培地域）産の葡萄を用いてワインを生産している。ワイナリーはグレッグ・リントが社長として運営する企業である。年間の利益は750万米ドルであり、オーク・ノール、トワイライト・ブラッシュ、エラプション、フランブロシアというレーベルの下、シャルドネ、ピノ・ノワール、ナイアガラ、ピノ・グリを中心に多くの種類のワインを販売している。ワイン醸造の他、ワイナリーは施設を結婚式場やパーティー会場として公開している。オーク・ノールは、ポートランド・ローズ・フェスティバルの公式ワインスポンサーである。